# Wassertürme (Marly-la-Ville)

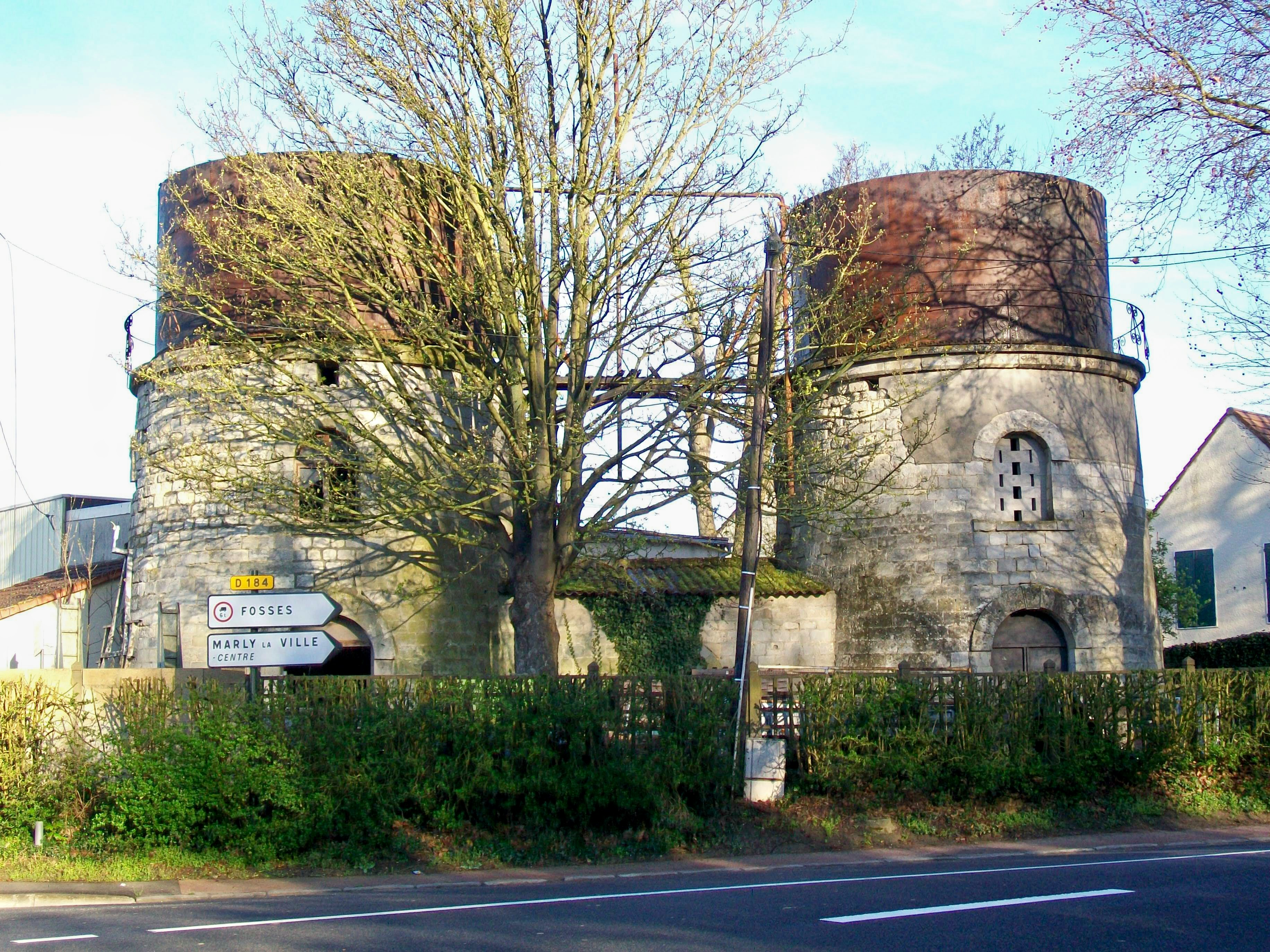
Wassertürme in Marly-la-Ville

Die Wassertürme in Marly-la-Ville, einer französischen Gemeinde im Département Val-d’Oise in der Region Île-de-France, wurden Anfang des 20. Jahrhunderts errichtet. Die ehemaligen Wassertürme, die im Volksmund Zwillinge genannt werden, stehen am südlichen Ausgang des Ortes.
Die Bauwerke bestehen aus einem Unterbau aus Haustein und einem Stahlgehäuse im Obergeschoss, in dem das Wasser gespeichert wurde. Die Eingänge und Fenster sind rundbogig ausgeführt.